# Cultura argárica
La cultura argárica es una cultura que se expresó y manifestó en poblados del sudeste de la península ibérica en el Bronce Antiguo, floreciendo entre c. 2200 y 1550 a. C., Formó una de las sociedades de mayor relevancia en la Europa del III y II milenios a. C. y creó la primera sociedad urbana y estatal del Mediterráneo occidental.
Es una de las culturas antiguas mejor estudiadas gracias al excelente estado de conservación de sus restos arqueológicos. Este complejo cronocultural es considerado indicativo de los procesos de jerarquización sociales que se extendieron por Andalucía Oriental y el Levante español. Debe su nombre al yacimiento epónimo de El Argar, en el municipio de Antas, Almería.
Esta cultura arqueológica fue descubierta y definida a finales del siglo XIX por los hermanos Siret. Se caracteriza por la existencia de poblados situados en áreas de difícil acceso o fortificados, casas de planta cuadrada construidas con piedra y adobe, enterramientos en cistas, tinajas o covachas bajo el suelo de las propias viviendas, una clara uniformidad material, la abundancia de armamento militar y una progresiva estratificación social. Se extiende por el sudeste peninsular, ocupando las provincias de Granada, Almería y Murcia, así como parte de Jaén y Alicante.
Su pervivencia fue de unos 800-900 años, entre mediados del III y mediados del II milenio a. C., distinguiéndose al menos dos fases, durante las cuales se produjo una continua jerarquización social interna y una expansión externa sobre las regiones colindantes. Hacia 1500 a. C., la sociedad argárica desapareció bruscamente.

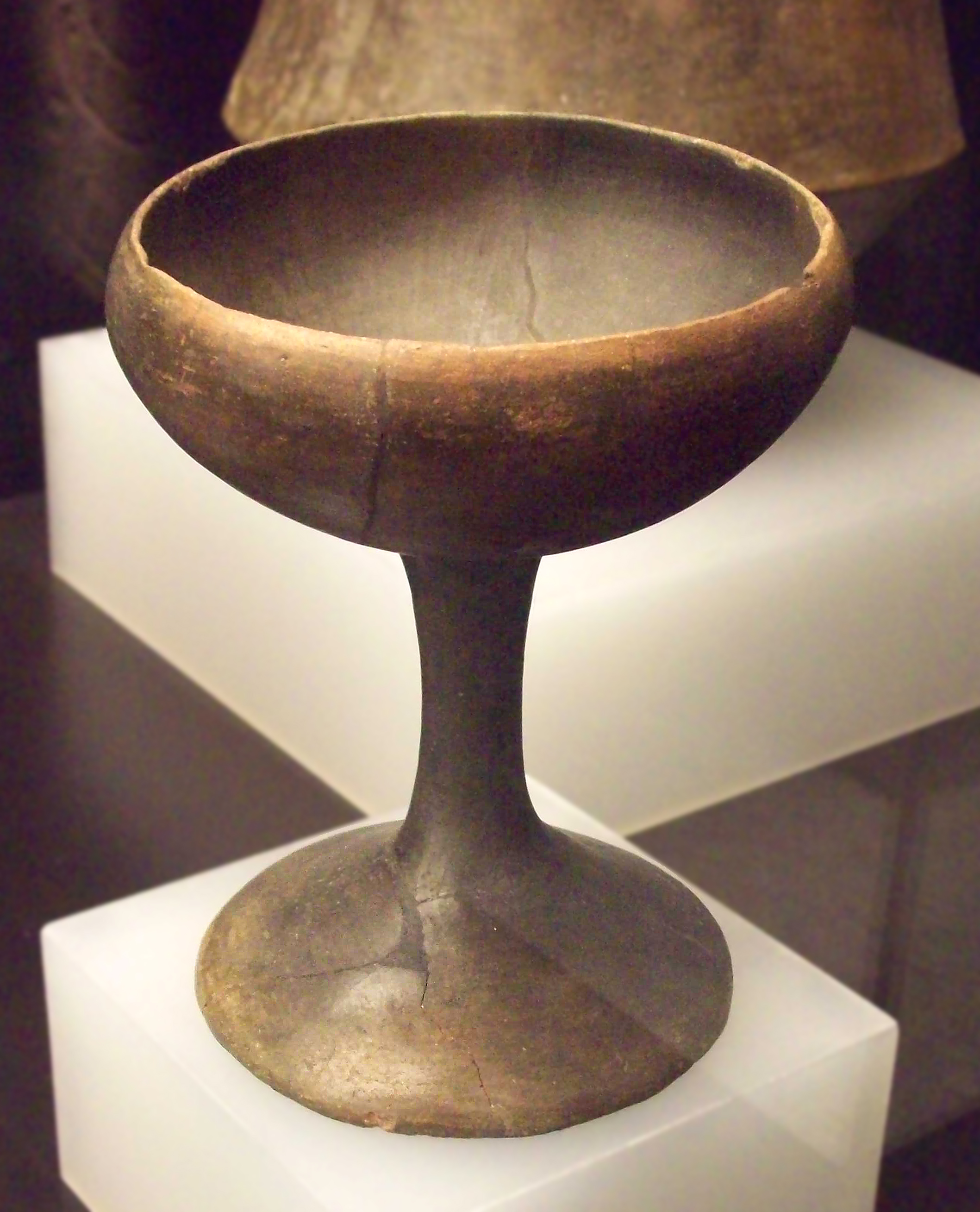
Copa argárica de arcilla (M.A.N., Madrid)

## Introducción
La cultura argárica comenzó a ser objeto de estudio por parte de arqueólogos y otros investigadores a raíz de las excavaciones de los hermanos belgas Enrique y Luis Siret, ingenieros de minas en la Sierra Almagrera, que en el asentamiento de El Argar estudiaron más de un millar de enterramientos durante la última década del siglo XIX. Además del poblado epónimo, los Siret descubrieron otros como El Oficio, Fuente Álamo, Gatas o Ifre, todos ellos situados en Almería y Murcia. En sus excavaciones encontraron abundantes inhumaciones efectuadas en las mismas casas argáricas, cuyos ajuares depararon espadas, alabardas, puñales y adornos metálicos, así como artefactos de piedra pulida y de hueso, cerámicas, prendas textiles y plantas domesticadas. Posteriormente han sido descubiertos y excavados muchos más asentamientos con características similares, situados en lugares elevados y bien protegidos, por lo que inicialmente se pensó que los núcleos argáricos eran todos así, pero han comenzado a aparecer más poblados, de menor tamaño, ubicados en el llano.
Las diferencias cualitativas y cuantitativas presentes en los ajuares funerarios han llevado a la mayoría de los autores a considerar que la sociedad argárica estaría formada por varios estratos jerarquizados. Según unos, se trataría de una sociedad dominada por jefes, caudillos o príncipes; según otros, sería ya un Estado o, al menos, un proto-Estado.

## Orígenes y extensión

Mapa de la península ibérica durante la Edad del Bronce. Se muestran las principales minas de estaño y los grupos culturales conocidos hacia 1500 a. C.

Durante mucho tiempo se creyó que poco después de la mitad del III milenio a. C., a la vez que se extendía el fenómeno campaniforme, tenía lugar en el sureste peninsular un nuevo impacto colonizador de gentes procedentes del ámbito greco-micénico que seguían los pasos de navegantes más antiguos, instalándose en los importantes focos mineros de Almería y sus zonas limítrofes. En la actualidad se ha verificado que la cultura material argárica se corresponde de manera fidedigna (especialmente en la arquitectura defensiva y en las costumbres funerarias de enterramientos en grande vasijas y en cistas) con culturas orientales asentadas entre las antiguas tierras de Canaán, Siria, Anatolia, Chipre, Creta y Sicilia. Esto se puede constatar en casi todas las publicaciones realizadas hasta la fecha. 
Durante más de un siglo se vincularon los orígenes de estos grupos al territorio almeriense, pero esta relación ha sido cuestionada por algunos autores, que consideran más probable el origen de la cultura argárica en la franja territorial existente entre los ríos Vera (provincia de Almería) y Guadalentín (Murcia) o entre las cuencas del Almanzora (Almería) y Segura (Murcia). Para los investigadores Salvador Fontenla, Juan Antonio Gómez y Miguel Miras la ubicación de la actual ciudad de Totana (Murcia) y su entorno, serían la probable zona de asentamiento primigenia de la cultura argárica.
Más allá de la determinación del origen específico del grupo argárico, en la actualidad existe un cierto consenso al delimitar la zona de influencia argárica en el sureste peninsular: la región nuclear estaría formada por las provincias de Almería y Murcia, desde donde se iría expandiendo a las comarcas limítrofes, abarcando en sus momentos finales y de plenitud el territorio que ocupan actualmente dichas provincias, el centro y el este de Granada, así como algunas zonas de Jaén, Alicante y Ciudad Real. Tal expansión sería consecuencia directa del militarismo argárico, dirigiéndose hacia zonas estratégicas que permitieran el control sobre las vías de comunicación o de sus recursos agropecuarios o mineros.

## Cronología

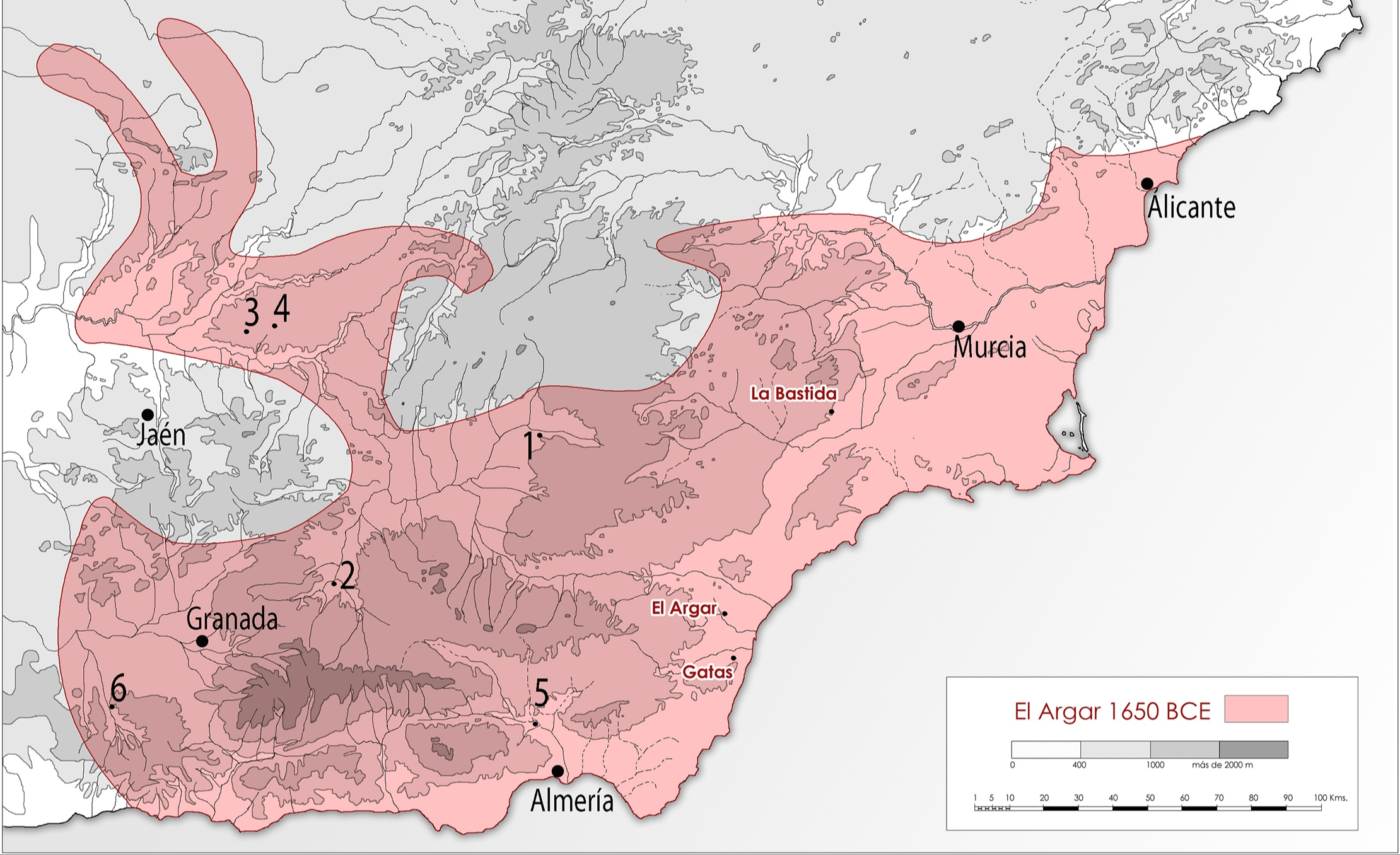
Cultura El Argar hacia el 1600 a.c.

También su cronología está sujeta a controversia, pero se suele aceptar el intervalo calibrado entre 2300 y 1500 a. C. o 2250-1600 a. C., aunque otros autores rebajen su antigüedad al 2000-1100 a. C. Las primeras cifras señalan una cierta convivencia con los grupos calcolíticos hasta 2250, en unos momentos marcados por la inestabilidad, con una decadencia demográfica y material, así como niveles de destrucción en algunos asentamientos. Aunque algunas aldeas calcolíticas pervivieron durante la Edad del Bronce (casos de Gatas o Fuente Álamo), éstas fueron reconstruidas siguiendo un patrón totalmente diferente. La mayoría de los asentamientos argáricos eran de nueva fundación y presentaban características singulares en comparación con los de la época previa, lo que ha sido interpretado como una gran transformación social, sincrónica con otras que se produjeron en Europa y el Mediterráneo oriental.

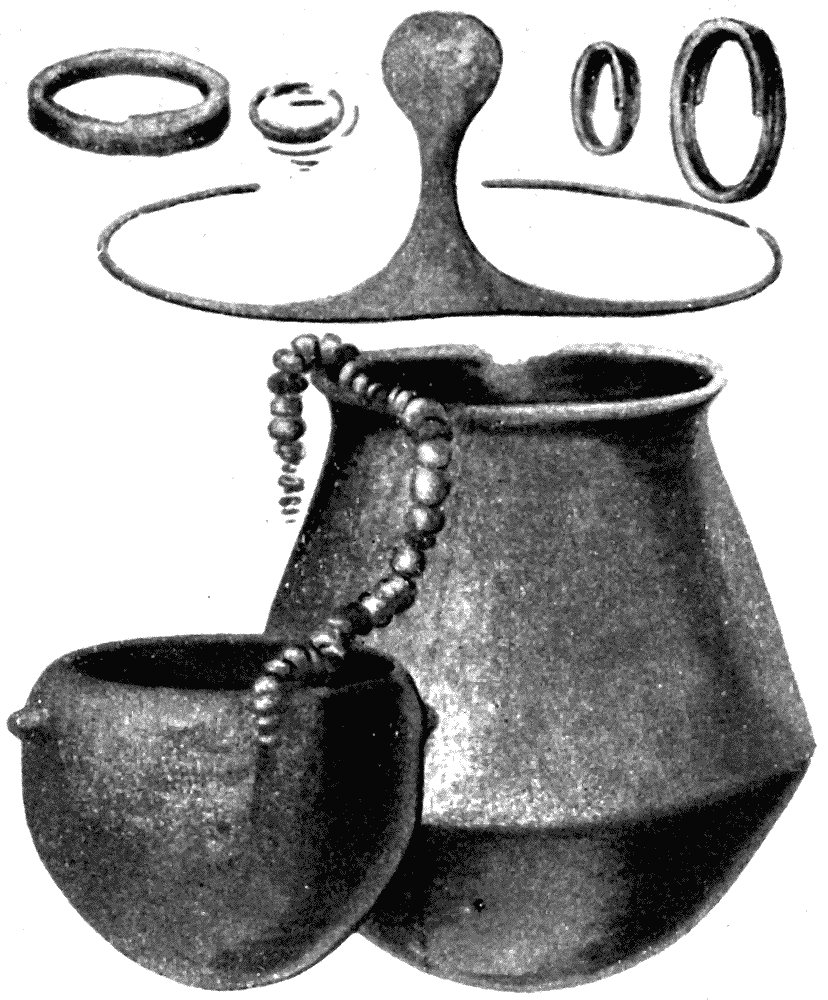
Ajuar funerario argárico, según los hermanos Siret

Basándose en las ofrendas funerarias se han distinguido dos periodos:
- Aproximadamente desde 2300 a 1800 a. C., la sociedad argárica habría estado dominada por una élite masculina que se enterraba en covachas o cistas con alabardas y puñales, junto a mujeres asociadas a puñales y punzones.
- Desde 1800 al 1500 a. C. en las tumbas de la élite dominante aparecen espadas largas para los hombres y diademas para las mujeres; luego se detecta otro estrato asociado a los binomios hacha/puñal masculino y puñal/punzón femenino; por debajo de estos se encontrarían otros niveles sociales con ajuares inferiores. Una peculiaridad de este momento es que se generalizaron las tumbas infantiles con ajuares significativos.[14]

Desde el 1650 a. C. el mundo argárico comenzó a entrar en decadencia para colapsar hacia el 1500 a. C. Es posible que la intensificación agropecuaria y manufacturera hubieran provocado la deforestación y degradación medioambiental a gran escala del sudeste peninsular, ya de por sí relativamente árido. Cuando el excedente productivo dejó de ser suficiente para mantener la producción secundaria y el clientelismo asociado a los sectores dominantes, el equilibrio del sistema sociopolítico argárico se hundió.

## Paleoecología
La reconstrucción del medio ambiente argárico ha sido objeto de disputas y hay diferentes opiniones. Basándose en la interpretación ecológica de los restos de fauna encontrados en diversos yacimientos (Cerro de la Encina, Cuesta del Negro o Cabezo Redondo entre otros) V. Lull considera que el paleoambiente del sureste peninsular durante la Edad del Bronce era muy distinto del actual, con un mayor caudal hídrico, amplias extensiones forestales y abundancia de fauna.

## Yacimientos
La mayoría de los poblados argáricos conocidos se encuentran situados en alto y bien defendidos, aunque se conocen algunos asentamientos de menor entidad situados en llano. Los primeros estaban constituidos por edificios de planta rectangular o trapezoidal construidos mediante piedra, tapial o adobe en las laderas aterrazadas artificialmente de los cerros. Hay construcciones de carácter doméstico, con hogares, utillaje y recipientes de almacenamiento, y otras, mayores, dedicadas a talleres, actividades productivas y almacenes centralizados. Ciertos poblados presentan estructuras defensivas como murallas y torres, pero la mayoría no las necesitaban debido a su estratégico emplazamiento en altura. Su tamaño era bastante modesto, habiéndose estimado que en núcleos de cierta entidad como Gatas IV y Fuente Álamo III-IV vivirían entre 300 y 500 personas, en el mismo El Argar unas 500 y en La Bastida de Totana 600 habitantes.

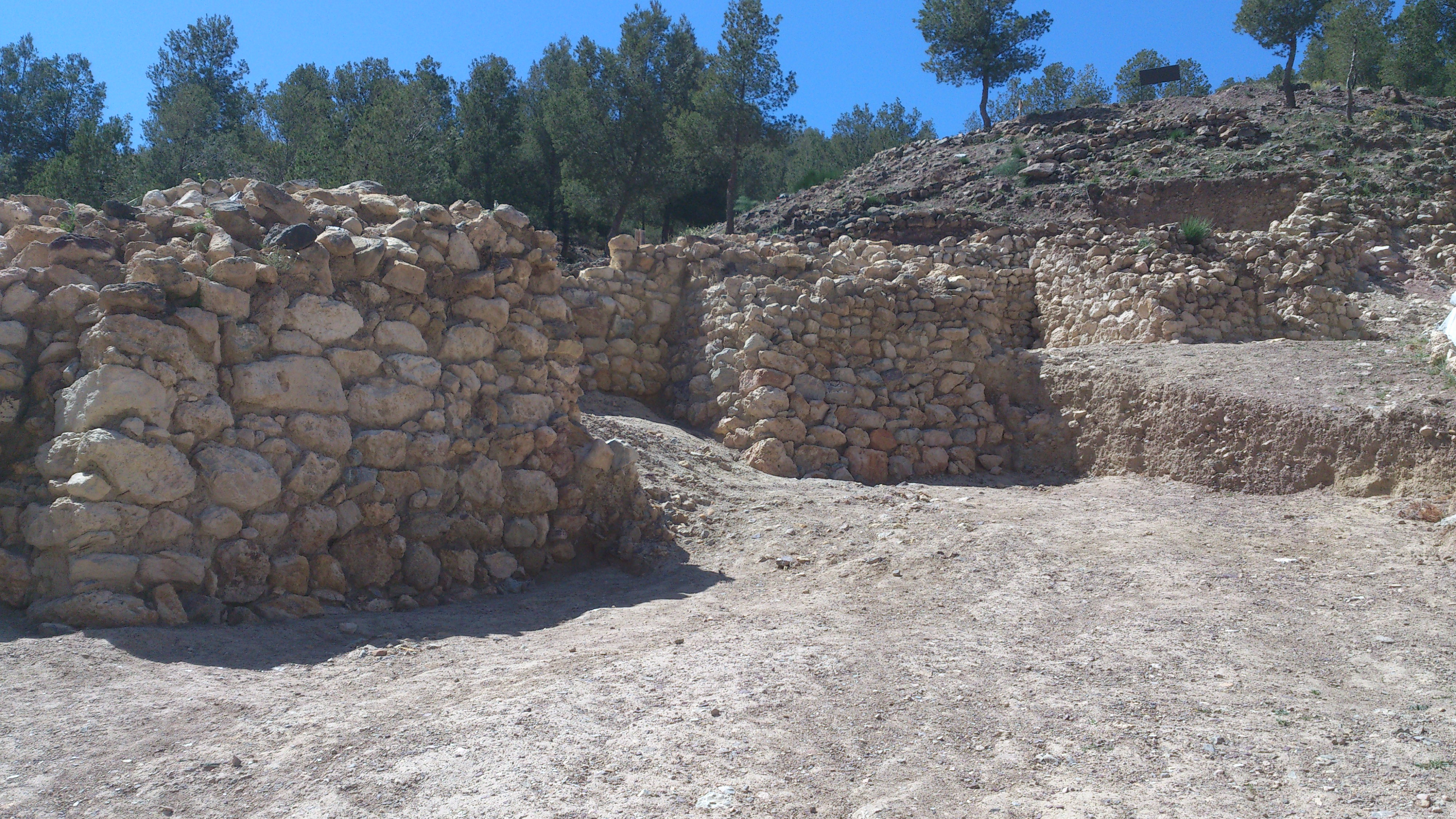
Muralla del yacimiento arqueológico La Bastida de Totana.

El urbanismo consiste en casas compuestas por varios recintos de muros rectos y de forma irregular que se agrupan en núcleos compactos, distribuidos en relación con espacios libres y tortuosos, que podemos interpretar como calles y que se adaptan a la configuración del terreno mediante la construcción de terrazas escalonadas contenidas por grandes muros longitudinales. El espacio habitable aparece delimitado por paredes medianeras perpendiculares al muro. En la cima se halla el núcleo del asentamiento que hace las veces de fortificación. Así, los antiguos poblados de casas circulares calcolíticos fueron sustituidos por otros de traza más regular, con calles bien definidas y viviendas rectangulares.
En general, presentan una serie de servicios comunitarios que incluyen canalizaciones de desagüe, cisternas el para suministro de agua, rampas y escaleras entre unos niveles y otros del poblado, graneros de almacenamiento, corrales para el ganado y hornos cerámicos y metalúrgicos.
La situación de los asentamientos suele estar cerca de fuentes de agua potable y, algunos, de los yacimientos de cobre y plata. Los "grandes" poblados se encuentran emplazados a la salida de un valle, en una meseta o en una pendiente bien resguardada, mientras que los de menor tamaño están en pequeñas cimas aisladas denominadas cabezos. A un poblado de carácter central suelen corresponderle otros más pequeños a modo de puestos avanzados que, por regla general, tenían un camino directo y una situación de visibilidad que los ponía en contacto con el poblado principal.
La organización territorial responde a unas pautas geoestratégicas definidas por el dominio de:
- lugares en alto fácilmente defendibles;
- las zonas más adecuadas para la producción agropecuaria;
- los yacimientos mineros;
- las rutas naturales de comunicación.[8]

## Enterramientos

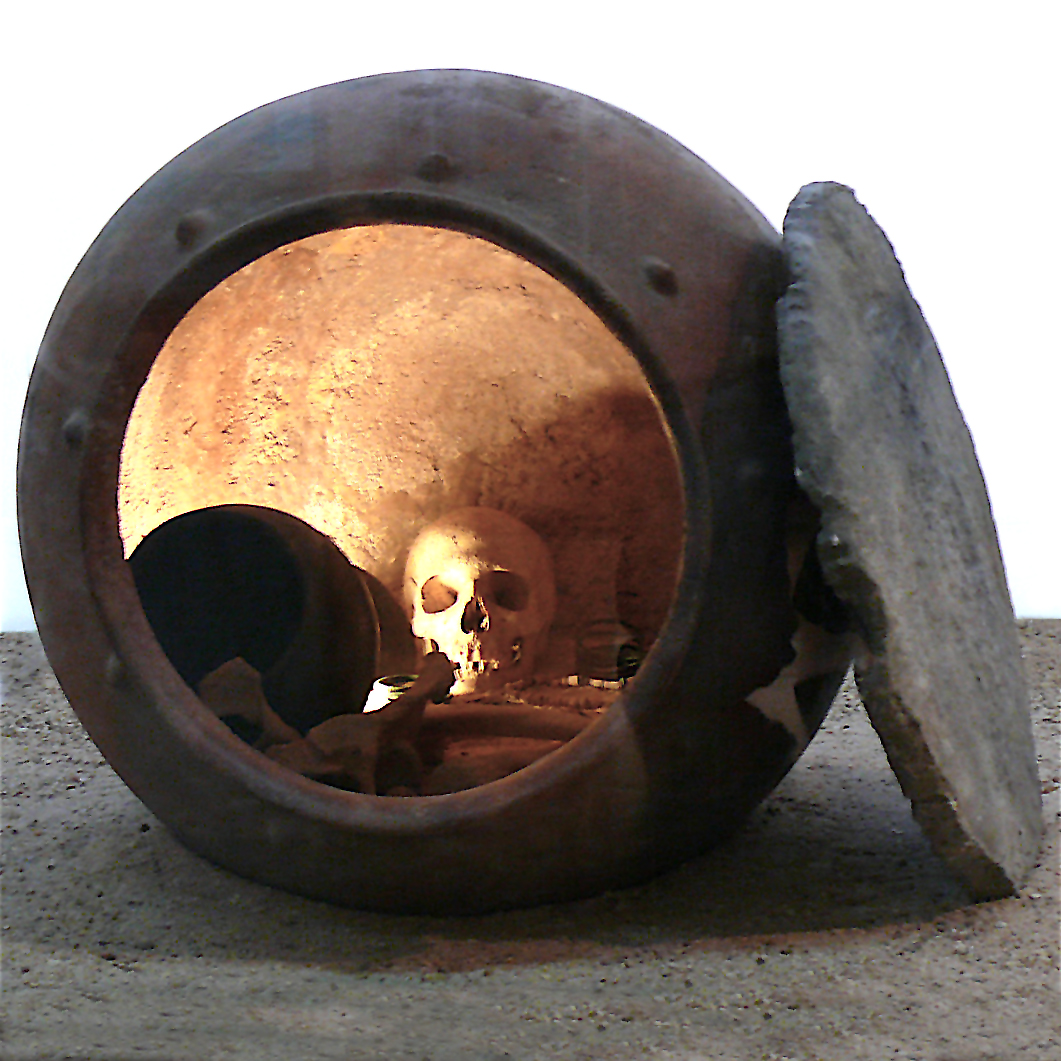
Enterramiento en tinaja o pithos típico de la segunda fase de la cultura argárica

Si algo caracteriza al grupo argárico son los enterramientos, que se realizaban casi siempre en el interior de los espacios habitacionales. Las inhumaciones se realizaban en el interior de fosas, covachas, cistas o grandes tinajas cerámicas denominadas pithoi, predominando en el litoral estas últimas y en el interior las fosas. Las ofrendas funerarias presentan grandes diferencias entre ellas y su análisis ha permitido plantear la hipótesis de jerarquización social.
Estos enterramientos suelen ser individuales, pero, en ocasiones, incluyen a dos o incluso tres personas de una misma familia en una cista. Ocasionalmente se han hallado cenotafios conteniendo objetos personales, pero sin ningún cadáver, lo que parece indicar que por alguna razón no pudo ser recuperado el cuerpo del difunto para su inhumación. Los espacios funerarios se sellaban con una gran piedra, cubierta a su vez por arena para dar uniformidad al suelo de la vivienda y señalada por otra piedra de reducido tamaño que se colocaba sobre la tumba. También podían estar cubiertos por lajas de piedra que formaban bancos de trabajo domésticos. Todos estos aspectos llevan a pensar que las comunidades argáricas poseían creencias ultraterrenas, pero, a la vez, representan un claro indicio del cambio en las ideas y en la estructura social respecto al Calcolítico.

## Economía
La economía subsistencial argárica estaba basada en la agricultura y la ganadería, con una escasa representación de productos obtenidos de la caza, recolección o el marisqueo. La cebada predominaba claramente frente al trigo, las leguminosas o el lino, que se cultivarían en los suelos más fértiles. En el litoral se alternaban los cereales y las leguminosas en régimen de secano, mientras que en el interior la agricultura seguiría rotaciones de barbecho y estaría complementada por una importante cabaña ganadera. Las principales especies animales domesticados eran las ovejas, cabras, cerdos, bueyes y caballos. El almacenamiento y la molienda de los cereales se efectuaba de manera centralizada en los poblados grandes, en los que se han hallado molinos de mano y contenedores de almacenamiento para cubrir unas necesidades muy superiores a las de la población que los habitaba. Hasta el 50 % de los molinos se almacenaba de manera centralizada: en Fuente Álamo se encontraron veintidós molinos en un mismo espacio y en Ifre, diez.

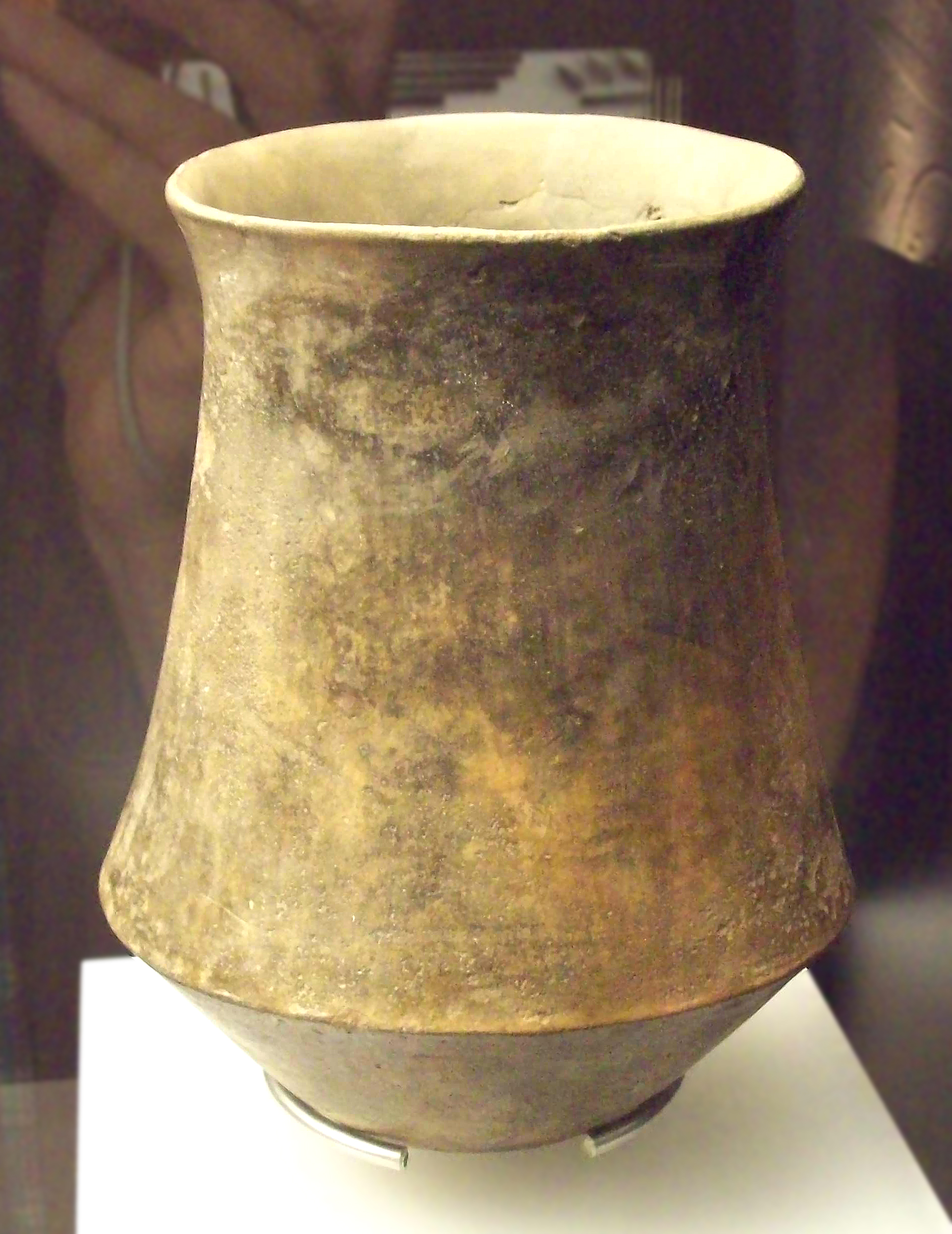
Vaso carenado argárico; mide 35 cm de altura y 20 cm de diámetro

La cerámica se fabricaba manualmente, era de buena calidad y con tipologías estandarizadas, entre las que destacan las copas, vasos, cuencos y ollas. Las herramientas se elaboraban en piedra tallada o pulimentada, en hueso o de aleaciones metálicas como el cobre arsenical o el bronce. Las industrias minera y metalúrgica tuvieron gran importancia, como lo atestiguan los abundantes hallazgos de artefactos y residuos relacionados con la producción, así como de artículos metálicos. Casi todo la zona argárica es rica en filones metalíferos y estos serían explotados por núcleos especializados en tales actividades. A pesar de esto, la manufactura textil fue la principal industria y utilizaba, por lo que sabemos hasta el momento, exclusivamente el lino, ya que no se conocen tejidos derivados de productos animales.
Es muy probable que existiera un artesanado especializado ya que se han excavado talleres y se producían artículos altamente normalizados. También los poblados estaban diferenciados según sus actividades principales fueran mineras, agropecuarias o agropecuarias y metalúrgicas, por lo que debía de haber una continua circulación de materias primas y manufacturas entre estos y hacia los centros de poder. Todo ello precisaría la existencia de un sistema de comunicaciones desarrollado e instituciones que controlaran todo el proceso.
A nivel general, el conjunto de la economía argárica experimentó un aumento de la productividad y de la producción, así como una concentración de esta última en talleres multifuncionales donde se fabricaban herramientas y tejidos y se procesaban los cereales. Las manufacturas metálicas y, sobre todo, las armas, tendrían una indudable vertiente práctica (como instrumentos de coacción estas últimas) pero también simbólica, como objetos de prestigio y poder individuales de los guerreros dominantes.

## Sociedad
La sociedad argárica estaba estructurada en unidades domésticas de pequeño tamaño. El estudio de los ajuares funerarios ha conducido a la diferenciación de hasta cinco estratos sociales jerarquizados, piramidales y de carácter hereditario:
- Dirigentes masculinos con alabardas y espadas, joyas de oro y plata, así como copas.
- Mujeres y niños pertenecientes a la élite.
- Hombres y mujeres de pleno derecho con hachas, puñales y punzones; entre ellos estarían los guerreros que apoyarían a los líderes.
- Individuos de rango inferior con ofrendas sencillas conteniendo algún elemento metálico o cerámico; serían personas libres dedicadas a labores productivas como la artesanía o la agricultura.
- Personas desprovistas de ofrendas, que podrían ser siervos o esclavos.[27][11]

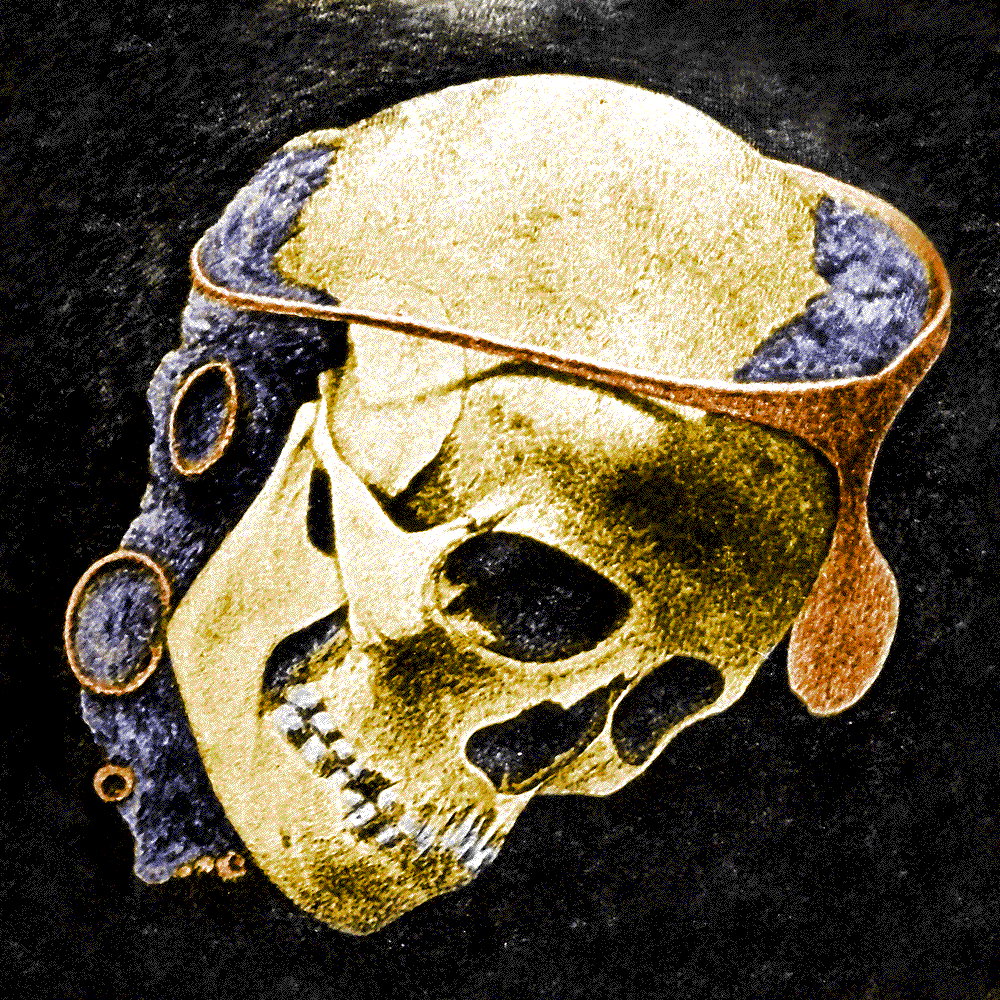
Cráneo de la sepultura 62 de El Argar, con diadema de plata, pendientes de oreja de cobre y plata y collar hecho en hueso y serpentina

La existencia de siervos domésticos se infiere de la presencia de tumbas ricas y pobres en las mismas estructuras poblacionales en asentamientos como Peñalosa, la Bastida de Totana o Fuente Álamo. La explotación intensiva de su trabajo beneficiaría principalmente a los dirigentes. Los estratos intermedios tendrían también un carácter subordinado respecto a estos, siendo explotados en menor grado, de manera colectiva e indirecta.
La reducida élite masculina que poseía el monopolio del armamento ofensivo disfrutaba de un acceso preferente a algunos productos de consumo y una esperanza de vida mayor. Las mujeres aparecen en algunos enterramientos con ofrendas del máximo nivel, como diademas de oro, pero en ningún caso armas como alabardas o espadas, sino puñales y punzones, más asociados a los procesos económicos. Tal restricción ha sido interpretada como subordinación del género femenino al masculino en cada uno de los correspondientes niveles sociales, valorándose más su papel productivo que el reproductivo.
La sociedad argárica practicaba la exogamia y la patrilocalidad, es decir que las mujeres jóvenes abandonaban su pueblo natal para mudarse al de su marido. Muchos hombres jóvenes también emigraban del hogar paterno. Se han documentado casos de hombres viudos o divorciados que volvieron a casarse pero no de mujeres.

## Perfil genético
De los restos analizados de 36 individuos masculinos hallados en los yacimientos de La Almoloya y La Bastida, 35 fueron asignados al haplogrupo del cromosoma-Y R1b-M269 (la posición exacta en el árbol filogenético pudo ser resuelta en 14 individuos, los cuales llevaban la variante derivada P312, mientras que 18 individuos portaban la subvariante derivada Z195), únicamente un individuo perteneció a otro grupo, E1b-L618. La Cultura del Argar muy probáblemente se formó a partir de la fusión de nuevos grupos arribados del centro-norte peninsular (los cuales habrían portado el linaje predominante de cromosoma Y) y grupos locales del calcolítico que diferían de otras regiones peninsulares por llevar un componente similar al neolítico iraní (similar al encontrado en antiguas poblaciones del centro y este mediterráneo). Los componentes distales serían ~60% agricultor anatolio, ~25% recolector-cazador occidental, ~15% Yamnaya. Algunos rasgos fenotípicos serían: una casi absoluta mayoría de ojos marrones, la piel pálida sería mayoritaria, y el cabello castaño sería más habitual que el moreno.

## Interpretaciones
Para González Marcén, Lull y Risch la sociedad argárica era de carácter estatal. Según los dos últimos, el sistema argárico estaba basado en el control de los campos de cereales, cuya producción podía ser transportada a los poblados centrales, donde se acumulaba y era gestionada por el grupo dominante. Mediante la coerción generada por el monopolio de las armas se restringía el acceso del resto de la población a los productos de consumo básicos. La centralización en estos asentamientos de las producciones metalúrgica y cerámica permitió a los dirigentes estandarizar las manufacturas en todo el espacio argárico. Dentro de este los intercambios aparecen reducidos a las élites y no debían de existir con los territorios circundantes, ya que no han aparecido elementos materiales ajenos. Así, los autores consideran que la institucionalización de la explotación económica basada en la fuerza, la delimitación territorial y su expansión a lo largo del tiempo, así como la uniformidad material son características de sociedades estatales, lo que los lleva a considerarla como tal.

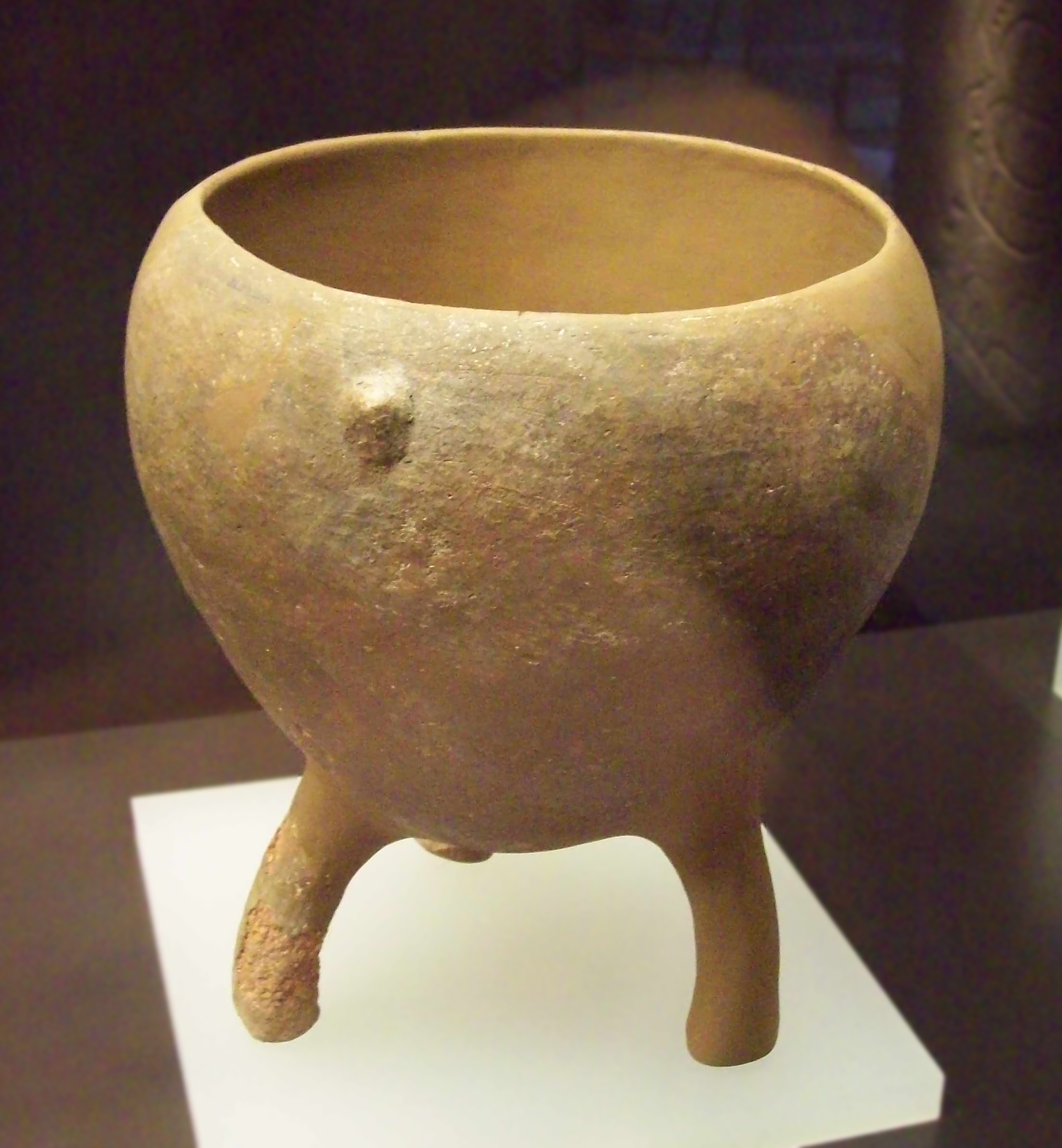
Vaso trípode argárico hallado por Siret en Cuevas del Almanzora (M.A.N., Madrid)

La tesis de que el grupo argárico se podría definir como un Estado es compartida, además de los anteriores, por O. Arteaga, F. Nocete y F. Contreras, mientras que es rechazada por A. Gilman, R. Chapman y Ramos, que opinan que es una sociedad demasiado rural y básica, falta de coherencia.
Jorge J. Eiroa cree que la interdependencia detectada en la organización territorial de grupos de asentamientos argáricos sería el resultado de una organización política de carácter complejo que podría formar parte de los procesos que dieron origen al Estado. Según él, de las tres premisas básicas para la definición del Estado, dos estarían claramente representadas (un ámbito geográfico y un pueblo), pero la tercera no (su gobierno). Así, él mismo califica la sociedad argárica de jefatura altamente estratificada, similar a muchos otros grupos culturales de la Edad del Bronce.

## Principales yacimientos

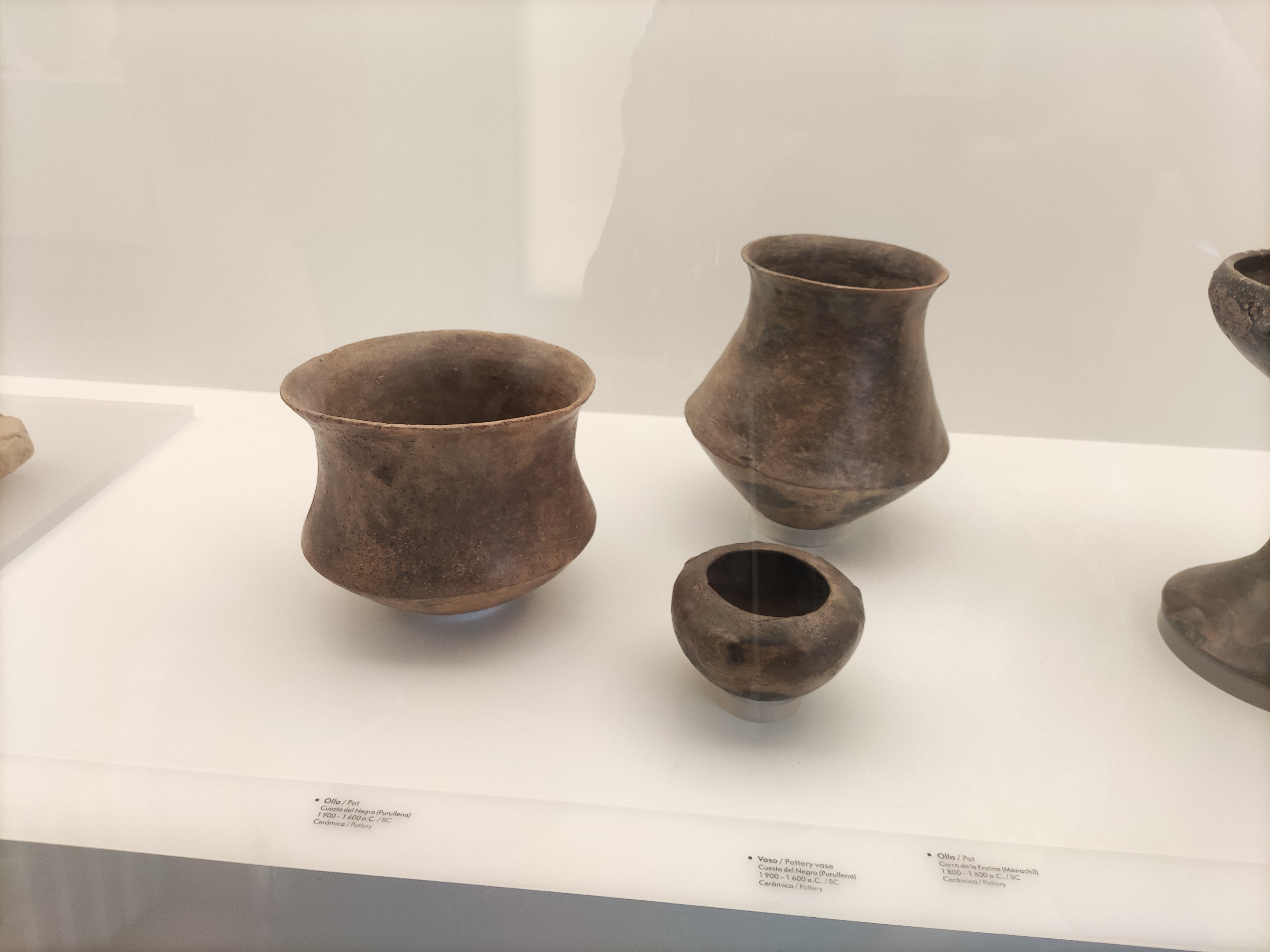
Cerámica de Cuesta del Negro (Purullena) Museo Arqueológico de Granada

Se enumeran algunos de los yacimientos clasificados por provincias:
Alicante
- Cabezo Redondo en Villena

Almería
- El Argar en Antas
- Cerro del Nacimiento en Sierra de los Filabres
- Fuente Álamo en Cuevas del Almanzora
- Gatas en Turre
- El Oficio en Cuevas del Almanzora

Granada
- El Castellón Alto en Galera
- Cerro de la Encina en Monachil
- Cuesta del Negro en Purullena

Jaén
- Peñalosa en Baños de la Encina

Murcia
- La Bastida de Totana en Totana
- Cerro del Castillo de Lorca en Lorca
- Cerro de Las Viñas en Coy, Lorca
- Ifre en Mazarrón
- La Almoloya en Pliego
- Parque Arqueológico Los Cipreses en Lorca
- Puntarrón Chico en Beniaján
- El Rincón de Almendricos en Almendricos